# Лесковець (Іванчна Гориця)
Лесковець (словен. Leskovec) — поселення в общині Іванчна Гориця, Осреднєсловенський регіон, Словенія. Висота над рівнем моря: 667,2 м.